# Drepanopeziza
Drepanopeziza (Kleb.) Jaap – rodzaj grzybów z klasy patyczniaków (Leotiomycetes). Grzyby mikroskopijne, pasożyty roślin, wywołujące u nich grzybowe choroby roślin. Pasożytują na topolach, wierzbach i porzeczkach.

## Charakterystyka
Endofity, przeważnie pasożyty, rzadko saprotrofy roślin, rozwijające się zwłaszcza na ich zdrewniałych częściach. Tworzą owocniki typu apotecjum, które w stanie dojrzałym są widoczne na powierzchni roślin. Worki cylindryczne lub maczugowate. Powstają w nich dwóch rzędach, lub jednym nieregularnym jednokomórkowe, elipsoidalne askospory.

## Systematyka i nazewnictwo
Pozycja w klasyfikacji według Index Fungorum: Drepanopezizaceae, Helotiales, Leotiomycetidae, Leotiomycetes, Pezizomycotina, Ascomycota, Fungi.
Takson po raz pierwszy zdiagnozował go w 1906 r. Heinrich Klebahn jako  Pseudopeziza subgen. Drepanopeziza. Obecną, uznaną przez Index Fungorum nazwę nadał mu Otto Jaap w 1920 r.
Synonimy: Dirimosperma Preuss, Pseudopeziza subgen. Drepanopeziza Kleb:

## Gatunki
- Drepanopeziza foliicola (Desm.) Höhn. 1918
- Drepanopeziza fuckelii (Nannf.) Nannf. 1991
- Drepanopeziza paradoxoides (Rehm) Défago 1968
- Drepanopeziza populi-albae (Kleb.) Nannf. 1932
- Drepanopeziza populorum (Desm.) Höhn. 1917
- Drepanopeziza punctiformis Gremmen 1965
- Drepanopeziza ribis (Rehm ex Kleb.) Höhn. 1917
- Drepanopeziza salicis (Tul. & C. Tul.) Höhn. 1920
- Drepanopeziza schoenicola Graddon 1977
- Drepanopeziza sphaerioides (Pers.) Höhn. 1917
- Drepanopeziza tremulae Rimpau 1962
- Drepanopeziza triandrae Rimpau 1962
- Drepanopeziza variabilis E. Müll., Hütter & Schüepp 1959
- Drepanopeziza verrucispora Baral & E. Weber 1992

Nazwy naukowe na podstawie Index Fungorum.